# Aarhuška carinarnica
Aarhuška carinarnica (Toldkammeret) stoji ob pristanišču v mestu Aarhus na Danskem. Dokončano leta 1898 velja za najboljše delo Hacka Kampmanna. Kampmann je zasnoval tudi druge stavbe v mestu, vključno s palačo Marselisborg in gledališčem Aarhus.
Stavbo so do sredine 1990-ih let uporabljali davčni organi. Skupina Tækker, ki je stavbo kupila leta 2004, je v sodelovanju s kulturnimi oblastmi stavbo v celoti prenovila in pri tem poskrbela za ohranitev Kampmannovega sloga. Potem ko jo je zadnja leta uporabljala arhitekturna šola in kot študentski dom, je v stavbi trenutno restavracija.
Za stavbo je značilna nacionalna romantika. Toldboden je četrta carinska stavba v Aarhusu, prva je bila pri Aagade na kolih zunaj ob reki Aarhus Å, nadomestila pa jo je leta 1809 (Peter Holm) ali 1838 (Ole Degn) z novo stavbo, ki je južno od ustja potoka in vzhodno od Dynkarkena. Leta 1868 je bila zgrajena tretja carinska stavba, ki so jo postavili na severnem bregu potoka, malo južneje od Kampmannove stavbe, da bi lahko nadzorovali izliv in novo pristanišče - leta 1897 je nastala Toldboden ali Aarhus Toldkammer. Leta 1995 so se združeni davčni in carinski organi preselili v Margrethepladsen v nove poslovne stavbe.

## Gradbeni načrti
Kraljevi gradbeni inšpektor Walther je leta 1889 predstavil predlog za carinsko stavbo z brezplačnim skladiščem, ki je bila želja trgovcev v mestu in je bilo ključnega pomena pri razmišljanju mestnega sveta Aarhusa o tem, da bi dal parcelo na voljo brez plačila. Waltherjev predlog je bila pravokotna stavba okoli dvorišča ob pristanišču. Mestna občina je dala na razpolago dve parceli, ena je bila prednostna, trikotna parcela, kjer je trenutna stavba. Leta 1890 je Walther pripravil predlog za to trikotno parcelo, pojavile so se težave z bližnjim železniškim tirom, ki je povezoval pristanišče z glavno postajo Aarhus, to je bilo treba razširiti, ti tiri bi povzročili težave pri prevozu blaga do carinske stavbe. Iz Waltherjevega predloga ni bilo nič. Walther je odstopil kot gradbeni inšpektor pri 72 letih in nalogo je dobil novi kraljevi gradbeni inšpektor Hack Kampmann.

### Kampmann prevzame vodenje
Kampmannova naloga ni bila lahka: dimenzije trikotne parcele so bile 125, 180 in 230 komolcev in je moral ostati pribl. 40 komolcev od enega vogala železniške proge tako da so morala biti vrata postavljena proti severu. Carl Harild je bil zaposlen kot gradbeni vodja od avgusta 1894 do konca 1897, zamenjal pa ga je P. M. Petersen in delal do konca gradnje. Stavba carine je zgrajena iz rdeče opeke na klesanem granitnem podstavku, za dekoracijo so uporabljeni granit, kamen savonnièr iz Lorene, kredo in oblikovani kamen. Strehe so zelene, trakt skladišča iz skrilavca in polovica strehe nad lopo na dvorišču je asfaltna. Strešni žlebovi ter odtočne in dimovodne cevi so izdelani iz bakra. Stolp osrednje stavbe ima na vrhu drog za zastavo, na fasadi nad glavnimi vhodnimi vrati pa je ura iz kamna savonnièr. Proti braniku je bil na steni pri vratih skladišča nameščen premični žerjav. Vhod v carinarnico je narejen po vzoru mestnega grba v Aarhusu, ki ima tudi tri rdeče stolpe. Stavba je obrnjena z impresivno fasado proti vodi in naj bi tistim, ki so prispeli z ladjo, sporočala, da se približujejo pomembnemu trgovskemu mestu.
Carinska stavba je bila zaščitena leta 1985.

## Carinarnica po letu 1995
Šola za arhitekturo v Aarhusu je imela Toldboden v najemu od leta 1998 do 1. septembra 2002, kjer je služil kot risalnica za študente.
Spomladi 2001 je generalni sekretar Študentskega sveta v Aarhusu Anders Dahlstrup začel razpravo s člankom v Jyllands Posten o novem študentskem domu v Aarhusu. Leta 2004 je inženir Jørn Tækker kupil hišo za 55,1 milijona DKK in ga leta 2004 v eni polovici dala v najem podjetju Studenterhus Aarhus, v drugi pa podjetjem. Studenterhus Aarhus se je leta 2010 preselil nazaj na Univerzo v Aarhusu. Leta 2011 je Jensens Bøfhus odprl novo restavracijo v starem skladišču Toldboden's, bar in prizorišče Studenterhus Aarhus.

## Galerija
- Vhodni del
- Fasadna ura
- Od vhodnega prostora levo od vhodnih vrat pes Broholmer in relief ladje
- Kljuka na glavnih vratih z začetnicama Aarhusa Toldkammerja: AT ena na drugi
- Logotip v teraco tleh
- Del opečnega pasu z začetnicama Aarhusa Toldkammerja: AT ena na drugi
- Erker
- Dimnik in strešna okna